# Хелмут Попендик
Хелмут Попендик (на немски: Helmut Poppendick) е германски доктор и член на СС. Работи в Медицинския докторат, като началник на личния състав на докторите на СС и полицията. След войната е обвиняем в съдебния процес на лекарите.

## Биография
Между 1919 – 1926 г. следва медицина в Гьотинген, Мюнхен и Берлин. Получава медицински лиценз на 1 февруари 1928 г. След това работи в продължение на 4 години като клиничен асистент в Първа медицинска клиника Charité в Берлин. От юни 1933 г. до октомври 1934 г. е помощник-медицински директор в болницата Virchow в Берлин.
През 1935 г. завършва обучението си като експерт по „расовата хигиена“ в Института за антропология, човешка генетика и евгеника „Кайзер Вилхелм“. След това той става адютант на министерския директор Артур Гют в Министерството на вътрешните работи на Райха. Той е и началник на персонала в СС службата за политика на населението и генетично здравеопазване.
В началото на Втората световна война е адютант на медицинско отделение на армията и участва в атаката срещу Белгия, Франция и Холандия. През ноември 1941 г. Поппендик е приет във Вафен-СС. През 1943 г. Ернст-Роберт Гравиц от СС го назначава да ръководи личния си персонал. Попендик се присъединява към НСДАП през 1932 г. (член на партията № 998 607) и СС (№ 36 345). Той стига до ранга на оберфюрер.
Попендик е замесен в поредица от медицински експерименти, извършени на затворниците в концентрационни лагери, включително в Равенсбрюк. При Американския военен трибунал № I на 20 август 1947 г. той е оправдан от престъпна дейност в медицински експерименти, но е осъден на 10 години лишаване от свобода за членство в престъпна организация – СС. Освободен е на 31 януари 1951 г.